# Antoni Beringola Marcó
Antoni Beringola Marcó (Reus, 29 de març de 1824 - 14 d'abril de 1888) va ser un comerciant català, fill de l'escultor Miquel Beringola Blay.
Amb setze anys marxà a Cuba i s'establí a Santiago, on fundà una companyia de comerç molt aviat respectada, i s'enriquí ràpidament. Quan el brigadier Narciso López, militar veneçolà que havia lluitat amb l'exèrcit espanyol però que ara buscava la independència de Cuba, va desembarcar a Cárdenas el 1850, Beringola es va oferir voluntari per a repel·lir la invasió i arribà al grau d'oficial. Seguí afortunat en els negocis i el 1860 va viatjar pels Estats Units, Anglaterra i França, i passà un any a Reus amb la família. Tornà a Santiago de Cuba, on encara s'hi va estar tres anys. Tornà a Reus definitivament i es vinculà al moviment econòmic de la ciutat, entrant a la Junta del Banc de Reus. Va ser diputat provincial, administrador del Santuari de Misericòrdia i impulsor de la creació de l'estació dels directes a Reus. Va ser un dels compradors del solar de l'antic convent de les Monges per a urbanitzar l'espai i convertir-lo en l'actual plaça de Prim, on construí la Casa Beringola i impulsà la societat El Círcol, entitat de la que va ser president, i la construcció del Teatre Fortuny. Un germà seu, Francesc Beringola Marcó, va seguir l'ofici del pare i va ser un conegut escultor i daurador reusenc.